# Isalorhynchus
Isalorhynchus is een geslacht van uitgestorven hyperodapedontine rhynchosauriërs uit de Laat-Trias (Carnien) van de provincie Toliara, in het zuidwesten van Madagaskar. Het is bekend van het holotype MDE-R18, een bijna complete bovenkaak en van andere exemplaren uit dezelfde vindplaats, het Malio River-gebied. Het werd gevonden in de Makay-formatie (of Isalo II) van het Morondava-bekken (of Isalo-bedden). Het werd voor het eerst benoemd in 1983 door Eric Buffetaut en de typesoort is Isalorhynchus genovefae. De soortaanduiding eert Genowefa Daniszewska-Kowalczyk. De meeste Isalorhynchus-exemplaren zijn geïsoleerde kaakbotten, maar in 1998 werden twee bijna complete skeletten gevonden. Langer et al., 2000 concludeerden dat Isalorhynchus een synoniem is van Hyperodapedon en verwezen het naar het nieuwe geslacht Hyperodapedon. Whatley, 2005 behield dit geslacht als geldig met een beschrijving van nieuwe materialen in haar proefschrift. Montefeltro et al., 2010 en Langer et al., 2010 accepteerden Isalorhynchus als geldig geslacht.